# 1993년 칸 영화제
제46회 칸 영화제는 1993년 5월 13일부터 1993년 5월 24일까지 열린 영화제이다. 프랑스 칸에서 개최되었다.

## 수상

### 황금종려상
- 피아노 - 제인 캠피온 수상
- 패왕별희 - 천카이거 수상
- 레이닝 스톤 - 케네스 로치
- 내가 좋아하는 계절 - 앙드레 테시네
- 네이키드 - 마이크 리

### 심사위원대상
- 멀고도 가까운 - 빔 밴더스 수상

### 여우주연상
- 피아노 - 훌리 헌터 수상

### 남우주연상
- 네이키드 - 데이빗 듈리스 수상

### 황금카메라상
- 그린 파파야 향기 - 트란 안 훙 수상

### 심사위원특별상
- 레이닝 스톤 - 케네스 로치 수상